# Гай Валерий
Гай Валерий (на латински: Gaius Galerius) e римски конник, префект на римската провинция Египет 16 – 31 г.
Произлиза от Ариминум. Роднина е на Галерия Фундана, която става втората съпруга на император Вителий. Жени се за Хелвия.
Баща е на Публий Галерий Тракхал (консул 68 г.). Прародител е на Луций Фунданий Ламия Елиан (консул 116 г.), на Луций Ламия Силван (суфектконсул 145 г., женен за Аврелия Фадила, по-голямата дъщеря на император Антонин Пий) и на Фабия Орестила, която става 192 г. съпруга на император Гордиан I.
Гай Валерий става претор и през 16 г. префект на Египет след Луций Сей Страбон и Емилий Рект. През 31 г. е сменен от Гай Витразий Полион.